# Supercopa de España de Baloncesto 2006
La Supercopa de España de Baloncesto 2006 fue la 3.ª edición del torneo desde que está organizada por la ACB y la 7.ª desde su fundación. Se disputó en el Martín Carpena de Málaga entre el 22 y el 23 de septiembre de 2006.

## Equipos participantes
| Equipo                  | Clasificación                           | Participación |
| ----------------------- | --------------------------------------- | ------------- |
| Unicaja                 | Anfitrión                               | 3.º           |
| TAU Cerámica            | Campeón de la Copa del Rey              | 3.º           |
| Winterthur FC Barcelona | Mejor equipo clasificado de la Liga ACB | 3.º           |
| DKV Joventut            | Mejor equipo clasificado de la Liga ACB | 4.º           |

## Semifinales
| 22 de septiembre de 2006 | TAU Cerámica | 76–52   | Winterthur FC Barcelona |                                  |  |
|                          |              |         |                         |                                  |  |
|                          |              | Reporte |                         | Pabellón: Martín Carpena, Málaga |  |

| 22 de septiembre de 2006 | Unicaja | 74–66   | DKV Joventut |                                  |  |
|                          |         |         |              |                                  |  |
|                          |         | Reporte |              | Pabellón: Martín Carpena, Málaga |  |

## Final
| 23 de septiembre de 2006 | Unicaja | 78–83   | TAU Cerámica |                                  |  |
|                          |         |         |              |                                  |  |
|                          |         | Reporte |              | Pabellón: Martín Carpena, Málaga |  |